# Reactive Red 227
C.I. Reactive Red 227 ist ein Monoazofarbstoff aus der anwendungstechnischen Gruppe der Reaktivfarbstoffe, der zum Färben von Baumwolle und Wolle verwendet wird.

## Herstellung
Bei der Synthese von Reactive Red 227 wird zunächst Parabaseester mit Cyanurchlorid kondensiert und anschließend die erhaltene Dichlortriazinverbindung mit H-Säure umgesetzt. Dieses Zwischenprodukt wird als Kupplungskomponente mit diazotierter Orthanilsäure zu Reactive Red 227 gekuppelt.
Alternativ erhält man den Farbstoff durch Umsetzung des Dichlortriazinfarbstoffs Reactive Red 1 mit Parabaseester.

## Verwendung
Reactive Red 227 ist ein hetero-bifunktioneller Reaktivfarbstoff, der sowohl eine Vinylsulfongruppe als auch eine Monochlortriazingruppe aufweist. Beide Gruppen reagieren beim Färben von Cellulosefasern unter alkalischen Bedingungen mit den Hydroxygruppen der Cellulose unter einer kovalenten Bindung. Der Farbstoff wurde 1961 durch die Hoechst AG zum Patent angemeldet. und ab den 1980er Jahren unter der Handelsbezeichnung Remazol Brillantrot FG vermarktet.